# 山口竜之介
山口 竜之介（やまぐち りゅうのすけ、1992年6月17日 - ）は、日本の男性声優。東京都品川区出身。アトミックモンキー所属。父は同じく声優の山口勝平。

## 略歴
声優になろうと思ったきっかけとなった作品については特になく、大学で進路を考えていた時にサークルの友人が声優養成所に通っていたこと、表現すること、面白いこと、またアニメ全般が好きであったためこの道に進んだという。また、父親で同じく声優の山口勝平の影響もあるという。
アトミックモンキー / 声優・演技研究所第10期卒業。2018年4月1日よりアトミックモンキー加入。

## 人物
役柄としては元気いっぱいだったり、テンションの高いキャラが好きだといい、テンションの高いなかでも、ビビリやヘタレだったり、「弟分っぽい役は様になっている」とよく言われるという。
趣味・特技として落語、相撲観戦、DJライセンス2級を挙げている。
今後については『ジャンプ』の主人公をやるのが目標で、子ども向けアニメに出て子どもたちを笑顔にしてあげたいという。
名前の由来は公には明かされていないものの、「竜之介」という名前の表記は、『うる星やつら』の藤波竜之介と同字同名である。妹で声優の山口茜の名前は、父・勝平の初主演作『らんま1/2』のヒロイン・天道あかねと同じである。

## 出演
太字はメインキャラクター。

### テレビアニメ
2016年
- ONE PIECE（りゅーのすけ）

2018年
- 火ノ丸相撲（2018年 - 2019年、生徒、記者、石高部員、男性、力士）

2019年
- 明治東亰恋伽（若い男、男5、男子生徒1）
- 爆丸バトルプラネット（男2）

2020年
- 映像研には手を出すな!（チンドン屋）
- アサティール 未来の昔ばなし（労働者）

2021年
- ゾンビランドサガ リベンジ（メタルファン）
- おじゃる丸（2021年 - 2024年、野次馬、男子高生 他）

2022年
- シャドウバースF（2022年 - 2024年、オマス）
- ダンス・ダンス・ダンスール（相良兵太）
- ドラえもん（テレビ朝日版第2期）（マンションの客）

2023年
- トモちゃんは女の子!（ナンパ男）
- 私の百合はお仕事です!（男子生徒）
- Helck（カバノ）

2024年
- はなかっぱ（ガリ丸、カバの芸人）
- 喧嘩独学（生徒、ハマケンの子分）

2025年
- 履いてください、鷹峰さん（男子生徒A）

### 劇場アニメ
- 魔女見習いをさがして（2020年、街の人々）
- 銀魂 THE FINAL（2021年）
- 竜とそばかすの姫（2021年）
- 深海のサバイバル!（2021年、オペレーター）
- BLUE GIANT（2023年）
- 名探偵コナン 100万ドルの五稜星（2024年、運転手）

### Webアニメ
- 爆丸アーマードアライアンス（2020年、売人の男(2)）
- テルマエ・ロマエ ノヴァエ（2022年、ティトゥスの息子）

### 吹き替え

#### 映画
- スペース・プレイヤーズ（2021年、モーティ・スミス〈ジャスティン・ロイランド〉[19]）

#### ドラマ
- ハイスクール・ミュージカル:ザ・ミュージカル シーズン3（クラッシュ）

#### アニメ
- 新 ルーニー・テューンズ
- タイニー・トゥーンズのハチャメチャ学園（2024年、バスター・バニー[20]）
- 野生の島のロズ（2025年[21]）
- RINGING FATE（2025年、狐耳男[22]、白フード男[23]）
- この恋で鼻血を止めて（2025年、サイウェル星人男[22]）

### ラジオ
※はインターネット配信。
- &CAST!!!アワー ラブエール!（2019年 - 2020年、&CAST!!!※） - 木曜パーソナリティ[24]
- 山口竜之介の大崎フリーク!（2020年 - 、FMしながわ）

### ナレーター
- Amazon Audible[25]
  - 「考える技術」と「地頭力」がいっきに身につく 東大思考
  - 「読む力」と「地頭力」がいっきに身につく 東大読書
  - 「学ぶ力」と「地頭力」がいっきに身につく 東大独学
  - 言ってはいけない格差の真実【文春e-Books】

### テレビ番組
- 超逆境クイズバトル!! 99人の壁（ブロッカー出演）

### 朗読劇
- eeo Stage reading 朗読劇「はなしぐれ」（2025年、遠藤孝二郎[26]）

### その他コンテンツ
- WEBラジオ「山口勝平・星守紗凪のかっぺい流!?ボイス道場!」番組内ボイスドラマ（律音）
- アウトリ（2024年、井上一樹[27]）
- 警視庁特殊詐欺防止PR動画